# Orthoperus scutellaris
Orthoperus scutellaris är en skalbaggsart som beskrevs av Leconte 1878. Orthoperus scutellaris ingår i släktet Orthoperus och familjen punktbaggar. Inga underarter finns listade i Catalogue of Life.